# Muntlig tradition
Muntlig tradition, muntligt återberättande av samma information i så många led att källan inte kan hittas eller härledas.
I skriftlösa samhällen brukar lagar och religiösa urkunder överföras genom muntlig tradition. Den muntliga traditionens roll har efter hand ersatts av skrift, men processen har skett vid olika tillfällen beroende på genre. Exempelvis är det först under de senaste åren som det muntliga berättandet av roliga historier fått konkurrens från Internet.
Exempel på sådant som förmedlas genom muntlig tradition:
- Folklore
- Rolig historia
- Folketymologi
- Folkmusik
- Spökhistoria

## Forskning
Albert Bates Lord undersökte muntliga berättelser av jugoslaviska skalder insamlade av Milman Parry på 1930-talet, och episka texter från bland annat Odysséen och Beowulf. Lord drog slutsatsen att muntligt berättande kännetecknades mer av improvisation och variation än skrivna texter, men att de även följde specifika mönster och strukturer. Han identifierade något som han kallade "formler", vilka var fasta och repetitiva uttryck som exempelvis "rosafärgad gryning”, "vin-mörkt hav" och andra specifika fraser som i vissa fall sedan länge varit kända från Homeros och andra muntliga epos. Genom att använda dessa formler kunde berättaren bevara berättelsens rytm och stil, samtidigt som de kunde anpassa berättelsen till olika situationer, publik och stämning. Enligt Lord var hela 90% av de muntliga berättelsetraditionerna sammansatta av stycken som upprepas ordagrant eller endast byter ut enstaka ord.
Förutom ”formler” använde Lord termen ”tema”, vilket är en uppsättning händelsesekvenser som strukturerar berättelsen. Teman kan inkludera olika delar av berättelsen, som hjältens resa, konflikter, utmaningar, lösningar eller karaktärsutveckling. Ett tema hör inte till en specifik berättelse, utan kan hittas med smärre variationer i många olika berättelser. Lord observerade att vissa teman återkom över olika kulturer och tidsperioder, vilket tyder på att det finns gemensamma berättarmönster och mänskliga erfarenheter.